# Манастир Подластва
Манастир Подластва је женски манастир Српске православне цркве који се налази у месту Ластва Грбаљска, у Грбљу, Црна Гора. Женски је манастир. Верује се да га је подигао цар Душан 1350. године на месту ранохришћанске цркве из V века..
Старешина манастира је игуман отац Јустин (Мреновић), са сестринством на челу од 8. јула 2023. године.

## Историја
Краљ Милутин је почетком 14. века Грбаљ даровао Котору.
Богородичин манастир је подигао цар Душан 1350. године. Помиње се у писаним актима манастир 1417. године. Грбаљски законик је написан 1427. године у овој светој обитељи. Као зборно мјесто свих Грбљана, светилиште у коме су се доносиле све важне политичке и вјерске одлуке, манастир је током низа грбаљских устанака и буна стално био изложен рушењима и пљачкама. Претпоставља се да је срушен 1452. године када је страдао и манастир Светог Архангела Михаила на Превлаци.
Манастир се налазио у маларичном крају, на ободу Мрчева поља, и дуго је био развалина. Близу је село Ластве Грбљанске, па се раније писало "Под-Ластву".
Више пута страдао у ратним разарањима. Обновљен је 1700. године и био православно духовно средиште краја, са богатом књижницом. Петар I Петровић Његош је у манастиру преговарао са француском војском. Мајстор херцегновски златар Радић исковао 1736. године сребрну петохлебницу са позлатом за манастир. Помиње се 1736. године његов игуман Георгије. Калуђер и игуман (администратор) манастира био је неко време (1867-1869) Митрополит Митрофан Бан.
Аустријанци војници су га спалили 1869. године током Бокељског устанка. Поново је обновљен 1874. године, да би поново пострадао у Првом светском рату.
Бошко Стрика пише 1930. године да треба да се обнови срушени манастир. Изнова је заиста подигнут и насељен калуђерима 1936. године. Протосинђел Варнава родом из Сарајева настојатељ је манастира. Премештен је ту почетком 1941. године архимандрит Дионисије Миковић, из манастира Бање. Разрушен је манастир у земљотресу 1979. године и потом обновљен.
Манастирска црква Рођена Пресвете Богородице је једноставна једнобродна грађевина, са полукружном апсидом на источној и порталом на западној страни. Иконостас је осликао 1747. године Ђорђе Димитријевић. Изузетан црквени живопис из 15. и 17. века уништен је током катастрофалног земљотреса 1979. године. Уз цркву се налазе конаци у којима је некада била и школа.
Константин Кнежевић био је игуман манастира од (1968.-1991).
Патријарх српски Павле је 1992. године присуствовао сахрани 80 Грбљана, Маина, Будвана, Побора и Паштровића у порти овог манастира, који су побијени од братске руке 1944. године.
"Друштво за обнову манастира Подластва" основали су 1996. године побожни Грбљани. Био је пре мушки а сада је женски манастир, а игуманија је била Доротеја Делић, која се до 1996. године налазила у манастиру Дужи.